# Brandan Craig
Pour les articles homonymes, voir Craig.
Brandan Craig, né le 7 avril 2004 à Philadelphie, en Pennsylvanie, est un joueur américain de soccer qui joue au poste de défenseur central à l'Austin FC, en prêt du Union de Philadelphie.

## Biographie

### En club
Né à Philadelphie, en Pennsylvanie, Brandan Craig est formé au Union de Philadelphie. En 2020 il intègre la deuxième équipe, où il est le plus jeune joueur. Il en devient le capitaine en septembre 2020, ce qui fait de lui le plus jeune joueur à porter le brassard.
En novembre 2020, Brandan Craig signe son premier contrat professionnel avec le Union de Philadelphie, tout comme son coéquipier Quinn Sullivan. Le 1er janvier 2021, Craig est inclus dans la liste des joueurs de l'équipe première, et le numéro 34 lui est attribué.
Il dispute sa première rencontre en Major League Soccer le 8 juillet 2022, entrant en toute fin d'une partie remportée 7-0 par Philadelphie face à D.C. United. Son temps de jeu est cependant limité à des matchs avec l'équipe réserve avant d'être finalement prêté le 5 juillet 2023 à l'Austin FC.

### En sélection
Brandan Craig est sélectionné avec l'équipe des États-Unis des moins de 20 ans pour participer au championnat de la CONCACAF des moins de 20 ans en 2022. Lors de cette compétition il joue cinq matchs tous en tant que titulaire. Il participe à la finale de cette compétition remportée par six buts à zéro face à la République dominicaine. Les États-Unis remportent ainsi un troisième titre consécutif dans cette compétition.

## Palmarès
États-Unis -20 ans
- Champion de la CONCACAF des moins de 20 ans en 2022